# 阿这
阿这（？—1403年），邓川州第一任土知州。

## 生平
阿这原籍威远州（今景谷县），傣族人，父刀哀，元末避难到邓川州羊塘里（今鹤庆县黄坪镇）。明洪武十六年（1383年），元右丞普颜笃、佛光寨土酋高大惠反叛，占据浪穹佛光寨，傅友德率军征讨。阿这兄弟作战英勇，活捉高大惠。次年阿这因军功授邓川土知州世袭，辖十土巡检，今地属洱源县全境及云龙县一部。土知州传至阿这十世孙阿炯，至清雍正六年（1728年）阿炯革职徙江西，共历11世344年。

## 墓葬
阿这墓于洱源县邓川镇旧州村云弄峰大佛宝山阿氏家族墓地内，现墓已毁。阿氏家族墓前立有《阿氏五世墓表碑》，明正德三年（1508年）立，御史杨南金撰文，邓川土知州阿骥立，碑额篆刻“封奉训大夫阿氏墓表”，碑文记阿氏五世世袭邓川土知州事，1988年公布为第一批大理州文物保护单位。